# Renault 20
Renault 20 je automobil vyšší střední třídy vyráběný francouzskou firmou Renault mezi lety 1975 a 1984. Poprvé byl představen v Paříži v listopadu 1975. Byl vyráběn i v Rumunsku automobilkou Dacia pod názvem Dacia 2000. Renault 20 je až na několik odlišností shodný s Renaultem 30. Hlavním rozdílem mezi typem 20 a 30 je ten, že typ 30 má šestiválcový motor.

## Motory
- 1.6 l
- 2.0 l
- 2.2 l
- 2.1 l diesel
- 2.1 l turbodiesel